# Institut de technologie du Shandong
L'Institut de technologie du Shandong (chinois simplifié : 山东工业职业学院 ; chinois traditionnel : 山東工業職業學院 ; pinyin : Shāndōng Gōngyè Zhíyè Xuéyuàn), aussi connu sous le nom de ShanGongYuan (山工院, shān gōng yuàn), est une université publique chinoise créée en 1959 et située à Zibo, dans la province du Shandong. Elle est la propriété du Shandong Group.

## Historique
En juillet 1959 la Zhangdian Nonferrous Metal Industry School (张店有色金属工业学校) est fondée à Zibo, une ville-préfecture de la province chinoise du Shandong. Au fil du temps, cette école change plusieurs fois de nom et est rebaptisée Shandong Non-ferrous Metal School (山东省有色金属学校), Shandong Metallurgical Industrial School (山东省冶金工业学校) et enfin Shandong Industrial School (山东省工业学校).
En 2002，la Shandong Metallurgical Workers University (山东冶金职工大学) déménage de Jinan, la capitale du Shandong, à Zibo. En 2003, elle fusionne avec la Shandong Industrial School, ce qui donne naissance a l'Institut de technologie du Shandong.

## Départements de l'institut
(Informations tirées du site internet de l'institut)
| Sections                                                    | page web                 |
| ----------------------------------------------------------- | ------------------------ |
| Institut de métallurgie                                     | 冶金学院官方网站         |
| Département mécanique et électrotechnique                   | 机电工程系官方网站       |
| Département d'électrotechnique                              | 电气工程系官方网站       |
| Département d'architecture et d'ingénierie de l'information | 建筑与信息工程系官方网站 |
| Département d'administration des affaires                   | 工商管理系官方网站       |

## Universités jumelées avec l'institut
- Singapour: Université de technologie de Nanyang
- Chine: Université de technologie du Shandong (en)